# حلا عليان
حلا عليان (مواليد عام 1986) هي كاتبة وأخصائية في علم النفس السريري أمريكية من أصول فلسطينية. ضمن عملها كأخصائية نفسية، تتخصص حلا في دراسة الصدمات النفسية والإدمان والسلوك النفسي عبر الثقافات، بينما تتمحور كتاباتها وأشعارها حول الهوية وآثار التهجير بين الفلسطينيين في المهجر. وتشتهر حلا بروايتها الأولى بيوت الملح التي صدرت عام 2017 باللغة الإنجليزية.

## سيرتها الذاتية
وُلدت حلا في مدينة كاربوندال بولاية إلينوي عام 1986، وكانت تقطن مع عائلتها في الكويت، إلا أنهم قاموا بطلب اللجوء السياسي إلى الولايات المتحدة عندما غزت القوات العراقية الكويت. حصلت حلا على درجة الدكتوراة في علم النفس السريري من جامعة روتجرز، وهي تعمل بدوام جزئي في مركز العلاج النفسي والصحة بجامعة نيويورك، وتعيش مع زوجها في بروكلين.

## الجوائز والأعمال الكتابية
حصلت مجموعة آتريوم: بويمز وهي مجموعة من القصائد الشعرية باللغة الإنجليزية على جائزة من المتحف العربي الأمريكي القومي في عام 2013.
في روايتها الشهيرة بيوت الملح، تصف حلا حياة آل يعقوب، وهي عائلة فلسطينية ثرية أُجبرت على ترك منزلها، لكن بعد استقرارهم في الكويت، اضطروا للتهجير مرة أخرى أثناء غزو صدام حسين للكويت. واشتهرت الرواية لكونها تسمح للقراء بإلقاء نظرة على حياة الفلسطينيين الأثرياء الذين تركوا منازلهم الواسعة والكبيرة واضطروا للهجرة، بدلاً من القصص المُعتاد عليها عن الفلسطينيين اللاجئين الفقراء وحياتهم في المهجر أو في فلسطين.
تم نشر العديد من قصائد حلا في مختلف المجلات الأدبية.
في عام 2018، حازت حلا على جائزة دايتون للسلام الأدبي، وهي جائزة يتم منحها للمؤلفين الذين يُعتقد بأن كتاباتهم تروج للسلام.
سيتم نشر مجموعة أخرى من قصائد حلا تحت اسم السنوات التسعة عشر باللغة الإنجليزية في عام 2019.